# Símbolos presidenciales de Chile

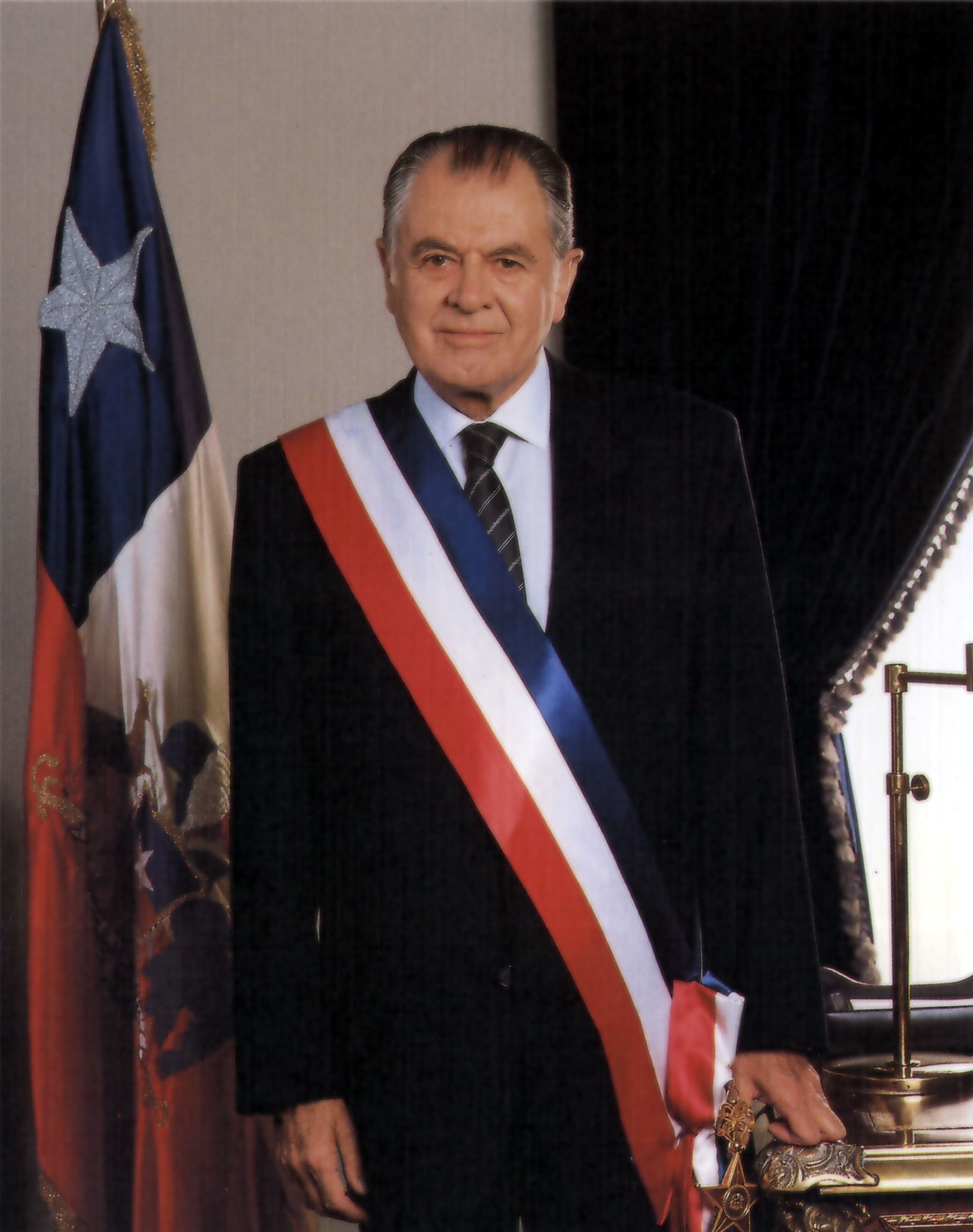
Retrato presidencial de Patricio Aylwin. Aparece vistiendo la banda presidencial con la piocha de O'Higgins, y detrás de él la bandera presidencial.

Los símbolos presidenciales de Chile se componen por la banda presidencial tricolor, la piocha de O'Higgins y la bandera o estandarte presidencial; todos estos son de uso exclusivo del presidente de la República de Chile.

## Banda presidencial
La banda presidencial de Chile está formada por tres franjas del mismo ancho con los colores nacionales: azul la superior, blanca la central y roja la inferior.
La primera banda presidencial fue usada originalmente por Bernardo O'Higgins; en 1831, José Joaquín Prieto la utilizó como un símbolo del mandato presidencial. A partir del siglo XIX, se mantuvo una única banda que era traspasada de presidente en presidente hasta que en 1915, a consecuencia de las diferencias de altura entre el saliente Ramón Barros Luco y el electo Juan Luis Sanfuentes, se debió diseñar una nueva banda. Desde esa fecha, cada presidente ha tenido su propia banda presidencial, que se utiliza solo en ceremonias oficiales.

## Piocha de O'Higgins
La piocha de O'Higgins es una estrella de cinco puntas de, aproximadamente, 7 cm de diámetro, esmaltada en color rojo.
Ella se remonta a las medallas de la Legión al Mérito y se mantuvo intacta hasta el golpe de Estado de 1973, en que desapareció durante el bombardeo al Palacio de La Moneda. Durante la dictadura militar fue confeccionada una nueva, en bases a fotografías de la original.
Es considerada el verdadero símbolo del poder ejecutivo y se utiliza únicamente junto con la banda presidencial, de cuyo extremo inferior pende.

## Bandera presidencial
La bandera o estandarte presidencial está regulada por el decreto supremo de 1534 de 18 de octubre de 1967 del Ministerio del Interior, en el que se especifican su forma de uso y confección:

Artículo 1°. 
- [...] El estandarte presidencial se forma con la bandera nacional y el escudo de armas de la República bordado sobre sus colores en el centro del paño.

Artículo 8°.
- El estandarte presidencial es exclusivo y se enarbolará sólo en el lugar en que se encuentre el presidente de la República.

Decreta: Eduardo Frei M.Presidente de la República

## Galería
|                                                                      |
| Banda presidencial de Chile, lucida por el presidente Gabriel Boric. |

|                                                                   |
| Piocha de O'Higgins colgando del extremo de la banda presidecial. |

|                                                                     |
| Bandera presidencial de Chile, con el escudo de armas en su centro. |